# Bursa Büyükşehir Belediye Spor Kulübü 2017-2018 (pallavolo femminile)
Questa voce raccoglie le informazioni riguardanti il Bursa Büyükşehir Belediye Spor Kulübü nelle competizioni ufficiali della stagione 2017-2018.

## Organigramma societario
Area direttiva
- Presidente: Recep Altepe

Area tecnica
- Allenatore: Angelo Vercesi
- Allenatore in seconda: Pablo Griboff, Haluk Korkmaz

## Rosa
| N° | Nome                | Ruolo | Data di nascita  | Nazionalità sportiva |
| -- | ------------------- | ----- | ---------------- | -------------------- |
| 1  | Yaren Hatipoğlu     | S     | 23 febbraio 1999 | Turchia              |
| 2  | Aylin Sarıoğlu      | L     | 27 luglio 1995   | Turchia              |
| 3  | Gizem Güreşen       | L     | 14 gennaio 1987  | Turchia              |
| 3  | Sinem Kocaman       | L     | 2 maggio 2000    | Turchia              |
| 5  | Ergül Avcı          | C     | 24 luglio 1987   | Turchia              |
| 6  | Charlotte Leys      | S     | 18 marzo 1989    | Belgio               |
| 7  | Fatma Yıldırım      | S     | 3 gennaio 1990   | Turchia              |
| 9  | Yvon Beliën         | C     | 28 dicembre 1993 | Paesi Bassi          |
| 10 | Oleksandra Bycenko  | S     | 23 novembre 1995 | Ucraina              |
| 11 | Nilay Benli         | P     | 24 ottobre 1985  | Turchia              |
| 12 | Aslı Tecimer        | S     | 6 febbraio 1999  | Turchia              |
| 14 | Emilija Nikolova    | O     | 26 dicembre 1991 | Bulgaria             |
| 15 | Nuran İnce          | O     | 12 febbraio 1999 | Turchia              |
| 16 | İkbal Albayrak      | C     | 15 ottobre 1991  | Turchia              |
| 17 | Cansu Aydınoğulları | P     | 18 febbraio 1992 | Turchia              |

## Statistiche

### Statistiche di squadra
| Competizione     | Punti | In casa | In casa | In casa | In trasferta | In trasferta | In trasferta | Totale | Totale | Totale |
| Competizione     | Punti | G       | V       | P       | G            | V            | P            | G      | V      | P      |
| ---------------- | ----- | ------- | ------- | ------- | ------------ | ------------ | ------------ | ------ | ------ | ------ |
| Sultanlar Ligi   | 42,2  | 15      | 9       | 6       | 14           | 7            | 7            | 29     | 16     | 13     |
| Coppa di Turchia | -     | 1       | 1       | 0       | 1            | 0            | 1            | 2      | 1      | 1      |
| Challenge Cup    | -     | 5       | 4       | 1       | 5            | 5            | 0            | 10     | 9      | 1      |
| Totale           | -     | 21      | 14      | 7       | 20           | 12           | 8            | 41     | 26     | 15     |

G = partite giocate; V = partite vinte; P = partite perse

### Statistiche dei giocatori
| Giocatore        | Campionato | Campionato | Campionato | Campionato | Campionato | Coppa di Turchia | Coppa di Turchia | Coppa di Turchia | Coppa di Turchia | Coppa di Turchia | Challenge Cup | Challenge Cup | Challenge Cup | Challenge Cup | Challenge Cup | Totale | Totale | Totale | Totale | Totale |
| Giocatore        | P          | PT         | AV         | MV         | BV         | P                | PT               | AV               | MV               | BV               | P             | PT            | AV            | MV            | BV            | P      | PT     | AV     | MV     | BV     |
| ---------------- | ---------- | ---------- | ---------- | ---------- | ---------- | ---------------- | ---------------- | ---------------- | ---------------- | ---------------- | ------------- | ------------- | ------------- | ------------- | ------------- | ------ | ------ | ------ | ------ | ------ |
| İ. Albayrak      | 25         | 75         | 52         | 11         | 12         | 2                | 2                | 2                | 0                | 0                | 10            | 59            | 34            | 16            | 9             | 37     | 136    | 88     | 27     | 21     |
| C. Aydınoğulları | 29         | 39         | 9          | 15         | 15         | 2                | 1                | 0                | 0                | 1                | 10            | 13            | 4             | 2             | 7             | 41     | 53     | 13     | 17     | 23     |
| E. Avcı          | 26         | 217        | 157        | 41         | 19         | 2                | 14               | 11               | 2                | 1                | 8             | 40            | 28            | 7             | 5             | 36     | 271    | 196    | 50     | 25     |
| Y. Beliën        | 28         | 316        | 222        | 69         | 25         | 2                | 27               | 24               | 3                | 0                | 10            | 89            | 57            | 22            | 10            | 40     | 432    | 303    | 94     | 35     |
| N. Benli         | 28         | 48         | 25         | 14         | 9          | 2                | 4                | 3                | 0                | 1                | 8             | 21            | 11            | 6             | 4             | 38     | 73     | 39     | 20     | 14     |
| O. Bycenko       | 27         | 112        | 83         | 18         | 11         | 2                | 24               | 18               | 2                | 4                | 10            | 77            | 54            | 12            | 11            | 39     | 213    | 155    | 32     | 26     |
| G. Güreşen       | 10         | 0          | 0          | 0          | 0          | -                | -                | -                | -                | -                | -             | -             | -             | -             | -             | 10     | 0      | 0      | 0      | 0      |
| Y. Hatipoğlu     | 7          | 5          | 3          | 2          | 0          | 2                | 9                | 6                | 3                | 0                | 4             | 32            | 28            | 1             | 3             | 13     | 46     | 37     | 6      | 3      |
| N. İnce          | 3          | 1          | 0          | 0          | 1          | 0                | 0                | 0                | 0                | 0                | 5             | 9             | 8             | 0             | 1             | 8      | 10     | 8      | 0      | 2      |
| S. Kocaman       | 3          | 0          | 0          | 0          | 0          | -                | -                | -                | -                | -                | 2             | 0             | 0             | 0             | 0             | 5      | 0      | 0      | 0      | 0      |
| C. Leys          | 29         | 284        | 217        | 31         | 36         | 2                | 27               | 24               | 2                | 1                | 8             | 63            | 52            | 7             | 4             | 39     | 374    | 293    | 40     | 41     |
| E. Nikolova      | 28         | 506        | 439        | 31         | 36         | 1                | 12               | 10               | 1                | 1                | 8             | 120           | 102           | 10            | 8             | 37     | 638    | 551    | 42     | 45     |
| A. Sarıoğlu      | 25         | 0          | 0          | 0          | 0          | 2                | 0                | 0                | 0                | 0                | 10            | 1             | 1             | 0             | 0             | 37     | 1      | 1      | 0      | 0      |
| A. Tecimer       | 1          | 4          | 3          | 1          | 0          | 0                | 0                | 0                | 0                | 0                | 5             | 6             | 3             | 0             | 3             | 6      | 10     | 6      | 1      | 3      |
| F. Yıldırım      | 29         | 289        | 247        | 27         | 15         | 1                | 16               | 14               | 2                | 0                | 9             | 69            | 54            | 11            | 4             | 39     | 374    | 315    | 40     | 19     |

P = presenze; PT = punti totali; AV = attacchi vincenti; MV = muri vincenti; BV = battute vincenti